# Дж. Дж. Джонсон
Дж. Дж. Джо́нсон (англ. J. J. Johnson), справжнє ім'я Джеймс Луї́ Джо́нсон (англ. James Louis Johnson; 22 січня 1924, Індіанаполіс, Індіана — 4 лютого 2001, там само) — американський джазовий тромбоніст, композитор і аранжувальник. 

## Біографія
Народився 28 листопада 1925 року в Індіанаполісі, Індіана. Грав з своїм бендом, потім у 1942 році приєднався до гурту Кларенса Лава і Спокума Расселла; потім грав з Бенні Картером з 1942 по 1945. Зробив свій дебютний запис з Картером («Love for Sale» у 1943), зіграв у першому концерт JATP (1944). Працював з оркестром Каунта Бейсі (1945—46); потім виступав з невеликими боповими комбо на 52-й вулиці (1946—50), грав з Чарлі Паркером (з яким записувався у 1947), біг-бендом Діззі Гіллеспі, Іллінойсом Жаке (1947—49), і Birth of the Cool Nonet Майлза Девіса. У його записах того періоду взяли участь в якості сайдменів такі музиканти як Бад Пауелл і молодий Сонні Роллінс. 
Джонсон, який також записувався з Metronome All-Stars, грав з Оскаром Петтіфордом (1951), однак потім залишив музику і працював упродовж двох років інспектором з планування в компанії Sperry Gyroscope (1952—54). У серпні 1954 створив квінтет з двох тромбонів з Каєм Віндінгом, який став відомим як «Jay and Kai Quintet» і був дуже популярних упродовж двох років (1954—56). Сформував власний гурт для гастролів в Європі, потім знову об'єднався з Віндінгом у 1958 році.
Перше визнання як композитора отримав у 1959 році «El Camino Real» і «Sketch for Trombone and Orchestra», коли вони були виконані на джазовому фестивалі в Монтереї. У 1961 році написав твір з 6-и частин «Perceptions» на замовлення Діззі Гіллеспі, який був записаний у 1961 році на Verve з Гіллеспі з великим оркестром під керівництвом Гантера Шуллера. У 1961—62 працював з Майлзом Девісом; очолював власні невеликі гурти; їздив на гастролі до Японії з Кларком Террі і Сонні Стіттом. У 1970 році переюрався до Каліфорнії, щоб зосередитися на своїй кар'єрі як композитор, аранжувальник та диригент. 
У 1970-х і 1980-х займався написанням музики для телебачення та кінофільмів, зокрема «На вершині» (1972), «Клеопатра Джонс» (1973), «Віллі Динаміт». У 1987 році повернувся до Індіанаполіса і відновив музичну кар'єру. Отримав почесну ступінь доктора музики від Індіанського університету і отримав мистецьку нагороду від губернатора Індіани у 1989 році. У 1990-х продовжував займатися музикою.
У нього був діагностований рак простати, від якого проходив курс лікування. У 2000 році була опублікована біографія «Музичній світ Дж. Дж. Джонсона». Вчинив самогубство 4 лютого 2001 року в Індіанаполісі, вистріливши у себе.

## Дискографія
- The Eminent Jay Jay Johnson, Vol. 2 (Blue Note, 1954)
- The Eminent Jay Jay Johnson, Vol. 3 (Blue Note, 1955)
- J Is for Jazz (Columbia, 1956)
- First Place (Columbia, 1957)
- Blue Trombone (Columbia, 1957)
- Dial J. J. 5 (Columbia, 1957)
- Stan Getz and J.J. Johnson at the Opera House (Verve, 1957)
- J. J. in Person! (Columbia, 1958)
- Really Livin' (Columbia, 1959)
- Trombone and Voices (Columbia, 1960)
- J.J. Inc. (Columbia, 1960)
- A Touch of Satin (Columbia)
- André Previn and J. J. Johnson (Columbia, 1961) з Андре Превеном
- J.J.'s Broadway (Verve, 1963)
- Proof Positive (Impulse!, 1964)
- J.J.! (RCA Victor, 1964)
- Goodies (RCA Victor, 1965)
- Broadway Express (RCA Victor, 1965)
- The Total J.J. Johnson (RCA Victor, 1965)